# Парламентские выборы в Италии (1897)
Досрочные всеобщие парламентские выборы 1897 года прошли 21 (первый тур) и 28 марта (второй тур). На них были выбраны 508 членов Палаты депутатов Королевства Италия. Победителем выборов стала правящая либеральная партия «Левая», представлявшая итальянскую буржуазию, получив почти 64 % мест в парламенте. В этих выборах впервые приняла участие Итальянская республиканская партия.
Активность избирателей по сравнению с предыдущими выборами несколько снизилась. В голосовании приняли участие 1 241 486 человек из 2 120 909 имевших право голоса (население Италии на тот момент составляло почти 32 млн), таким образом явка составила 58,54 %.

## Результаты выборов
| Партия                            | Оригинальное название               | Голоса    | %     | Места |
| --------------------------------- | ----------------------------------- | --------- | ----- | ----- |
| «Левая»                           | итал. Sinistra                      | 772 166   | 64,37 | 327   |
| «Правая»                          | итал. Destra                        | 233 797   | 19,49 | 99    |
| «Крайне левая»                    | итал. Estrema sinistra              | 99 205    | 8,27  | 42    |
| Республиканцы                     | итал. Partito Repubblicano Italiano | 59 019    | 4,92  | 25    |
| Социалисты                        | итал. Partito Socialista Italiano   | 35 388    | 2,95  | 15    |
| Недействительные голоса           |                                     | 41 911    | –     | –     |
| Всего                             |                                     | 1 241 486 | 100   | 508   |
| Зарегистрировано избирателей/Явка |                                     | 2 120 909 | 58,54 |       |